# 人権
人権（じんけん、英: human rights）とは、単に人間であるということに基づく普遍的権利であり、「人間の生存にとって欠くことのできない権利および自由」とされる。「対国家権力」または「革命権」から由来している。ブルジョア革命（資本主義革命）によって確立された権利であり、「近代憲法の不可欠の原理」とされる。
人権は人が生まれつき持ち、国家権力によっても侵されない基本的な諸権利であり、国際人権法（international human rights law）によって国際的に保障されている。ブルジョア革命の例としては
- イギリス革命（権利章典 1689年）
- アメリカ革命（独立宣言 1776年）
- フランス革命（人権宣言 1789年）

等があり、これらは人権を古典的に表現している。自由主義（リベラリズム）に基づくブルジョア革命・産業革命・資本主義等と共に、人権法も発展していった。

## 概説
人権には基本的人権や基本権のように関連する概念がある。これらが相互に区別して論じられることもあれば、同義的に使用されることもある。
法的には（実定法を越えた）自然権としての性格が強調されて用いられている場合と、憲法が保証する権利の同義語として理解される場合がある。また、もっぱら国家権力からの自由について言う場合と、参政権や社会権やさまざまな新しい人権を含めて用いられることもある。
人権保障には2つの考え方があるとされる。その第一は、いわゆる自然権思想に立つもので、全ての人には国家から与えられたのではない人として生得する権利があり、憲法典における個人権の保障は、そのような自然的権利を確認するものとの考え方である。広辞苑では、実定法上の権利のように恣意的に剥奪されたり制限されたりしないと記述されている。その第二は、自然的権利の確認という考え方を排し、個人の権利を憲法典が創設的に保障しているとの考え方である。18世紀の自然権思想は19世紀に入ると後退し、法実証主義的ないし功利主義的な思考態度が支配的となったとされ、1814年のフランス憲法などがその例となっている。
歴史的には、人権が成文化されたのは1215年のマグナ・カルタにまで遡り、「生まれながらにして当然に人間としての権利を有する」という意味で国法上に初めて確認されたのは1776年のバージニア権利章典である。基本的人権の概念は、18世紀の人権宣言にある前国家的な自然権という点を厳密に解すれば、それは自由権を意味する（最狭義の基本的人権観念）。また、自由権をいかにして現実に保障するかという点に立ち至ると、参政権も基本的人権に観念されることとなる（狭義の基本的人権観念）。上記のような狭義の基本的人権観念が18世紀から19世紀にかけての支配的な人権観念であった。18世紀の人権宣言は、合理的に行為する完全な個人を措定するものであったが、19世紀末から20世紀にかけての困難な社会経済状態の中で、そのような措定を裏切るような事態が次第に明らかとなり、具体的な人間の状況に即して権利を考える傾向を生じ、いわゆる社会権も基本的人権に観念されるようになった（広義の基本的人権観念）。
最広義には、憲法が掲げる権利はすべて基本的人権と観念されることもある（最広義の基本的人権観念）。しかし、自然権的発想を重視する立場からは、国家によってのみ創設することができるような権利は、これに含ませることができないと解されている。日本の憲法学説でも、自然権的発想を重視する限り「基本的人権」（日本国憲法第11条）と「この憲法が国民に保障する自由及び権利」（日本国憲法第12条）が同じ内容を持つものではありえないと解されており、従来、一般には国家賠償請求権（日本国憲法第17条）や刑事補償請求権（日本国憲法第40条）については、「この憲法が国民に保障する自由及び権利」（日本国憲法第12条）に含まれることはもちろんであるが、基本的人権を具体化または補充する権利として、基本的人権そのものとは区別されてきた。「この憲法が国民に保障する自由及び権利」（日本国憲法第12条）には、広く憲法改正の承認権や最高裁判所裁判官の国民審査権まで含まれるとする学説もある。国によっては、憲法が国民に保障する自由及び権利については「基本権」（独: Grundrechte）と呼んで区別されることがある。
近年の憲法学では「人権」よりも「憲法上の権利」という表現が使われることが多い。

## 人権思想の歴史

### 前史
近代的な人権保障の歴史は1215年のイギリスのマグナ・カルタ（大憲章）にまで遡る。マグナ・カルタはもともと封建貴族たちの要求に屈して国王ジョンがなした譲歩の約束文書にすぎず、それ自体は近代的な意味での人権宣言ではない。しかし、エドワード・コーク卿がこれに近代的な解釈を施して「既得権の尊重」「代表なければ課税なし」「抵抗権」といった原理の根拠として援用したことから、マグナ・カルタは近代的人権宣言の古典としての意味を持つようになった。マグナ・カルタは、1628年の権利請願、1679年の人身保護法、1689年の権利章典などとともに人権保障の象徴として広く思想的な影響を有し続けている。
また、16世紀の宗教改革を経て徐々に達成された信教の自由の確立は、やがて近世における人間精神の解放への一里塚となった。中世ヨーロッパでは、人々は国家の公認した宗教以外のいかなる宗教の信仰も許されず、公認宗教を信仰しない者は異端者として処罰されたり、差別的な扱いを受けることが普通であった。このような恣意的な制度に対して立ち上がった人々の戦いは、単に信教の自由の確立にとどまらず、近代における人間の精神の自由への自覚を生みだす役割を果たすこととなった。

### 17世紀–18世紀
市民階級の台頭を背景にグローティウス、ロック、ルソーなどにより生成発展された近代自然法論は、のちの人権宣言の形成に重要な役割を果たすこととなった。例えば、ロックは生命、自由及び財産に対する権利を天賦の人権として主張するとともに、信教の自由についても国家は寛容であるべきことを主張している。
「天賦の権利」について実定化した最初の人権宣言は1776年のバージニア権利章典である。アメリカ植民地の人々は、印紙法に対する反対闘争以来、権利請願や権利章典などを援用することで自らの権利を主張しイギリス本国の圧制に抗していたが、アメリカ独立戦争に突入すると「イギリス人の権利」から進んで、自然法思想に基づく天賦の人権を主張するに至った。
アメリカで結実した自然法思想は、フランスの人間と市民の権利の宣言（フランス人権宣言、1789年）を生み出す原動力となった。フランス人権宣言では、人は生まれながらにして自由かつ平等であることを前提に、人身の自由、言論・出版の自由、財産権、抵抗権などの権利を列挙するとともに、同時に国民主権や権力分立の原則を不可分の原理と定めている。人権思想はフランス革命の進行とともにいっそう高まり、1793年憲法では抵抗権の規定が不可欠の義務にまで高められたが、財産権については公共の必要性と正当な事前補償があれば制限し得る相対的なものとなった（ただし、1793年憲法は施行されることはなかった）。

### 19世紀
18世紀の自然権思想は19世紀に入ると後退し法実証主義的ないし功利主義的な思考態度が支配的となった。
フランスの1814年欽定憲法では国民の権利は法の下の平等や人身の自由など数の上でも制限されたばかりでなく、質的にも天賦の権利から国王によって与えられた恩恵的な権利へと変化した。
ドイツの1850年のプロイセン憲法も多数の権利規定を置いてはいたが、保障されている権利や自由は天賦のものではなく「法律によるのでなければ侵されない」というものに過ぎなくなった。
個人権の考え方を支配していたのは国家の主たる任務は国民の自由の確保にあり、国家は社会に干渉しないことが望ましいという「自由国家」の思想である。憲法による権利保障では法の適用の平等と各種の自由権の保障が中心的な位置を占めていた。自由権は1850年のプロイセン憲法に至って飽和状態となり、以後の諸憲法はほぼこれを踏襲して第一次世界大戦に至ることとなった。

### 20世紀以降

#### 自由主義諸国の憲法と社会主義諸国の憲法
18世紀から19世紀にかけて資本主義は急速に発展したが、それとともに諸々の社会的矛盾が現れ始めた。自由競争は社会の進歩をもたらすが、それが正義感覚で是認されるためには競争の出発点は平等でなければならない。産業革命の進展に伴って大量生産時代が普及するとともに生産手段を持たない労働者の数が増大したが、このような無産階級の人々にとって憲法の保障する財産権や自由権の多くは空しいものに過ぎなくなり、自由主義理念に基づく自由放任経済は著しい富の偏在と無産階級の困窮化をもたらした。国家は社会的な権利を保障するため積極的に関与することを求められるようになった。
そこで20世紀の憲法にはヴァイマル憲法の流れをくむ自由主義諸国の憲法とソビエト連邦の憲法などの社会主義諸国の憲法の2つの流れを生じた。
1919年のヴァイマル憲法は、「社会国家」思想または「福祉国家」思想に基づき、生存権や労働者の権利といった社会的人権を保障した最初の憲法である。ふつう自由主義諸国においては「自由国家」と「社会国家」の共存が理想とされている。
一方、社会主義諸国の憲法は本質的に自由主義諸国の憲法とは異なっていた。自由権の権利保障の場合、単に抽象的な自由を保障するのではなく、自由権の行使に必要な物質的条件の保障もあわせて定められているという特色がある。また、1936年のソビエト社会主義共和国連邦憲法は、市民の消費の対象となる物の所有及び相続は認めていたが、土地や生産手段などの私的所有は禁じていた。
しかし、ブルジョア民主主義を経験しなかったロシアや東欧諸国などの社会主義諸国においては、憲法そのものが十分に機能せず、そこで保障されていた権利や自由も画餅に帰していた。結局、一党独裁や硬直した官僚主義などの要因によって旧ソ連や東欧の社会主義国家は行き詰まり、これらの国々の憲法も効力を失うこととなった。ただ、そこでの権利保障の発想は自由主義諸国の憲法にも影響を与えたとされている。

#### 人権の国際化
国連憲章体制のもとでは、人権の普遍的概念はアプリオリには存在せず、また、人権保障は原則として国内管轄事項であって国連機関による干渉が禁止される領域のものであった。このため、人権の国際的実施は、条約の形で具体化された国家の合意の枠内でまず発展した。条約制度の枠組みを離れた、とくに国連による人権の国際的保護活動が本格的に展開するのは、1980年代以降のことである。
1948年12月10日、国際連合は世界人権宣言を採択して宣言した。
1966年12月16日には、世界人権宣言に法的拘束力を与えるため、国際連合は国際人権規約（経済的、社会的及び文化的権利に関する国際規約及び市民的及び政治的権利に関する国際規約、市民的及び政治的権利に関する国際規約の選択議定書）を採択した。
自由権規約第40条には報告制度、自由権規約第41条には国家間通報制度、選択議定書には個人通報制度が定められている。
世界人権宣言の具体的な実現のため、国際連合は国際人権規約以外に人権に関する諸条約を制定している。また欧州評議会は「人権と基本的自由の保護のための条約」を、米州機構は「米州人権条約」を、アフリカ連合は「人及び人民の権利に関するアフリカ憲章」を制定し、人権の国際法上の保障のためそれぞれ人権裁判所を設置している。

## 人権の類型化
ゲオルグ・イェリネックの公権論からは国家に対する国民の地位によって「積極的地位」（受益権）や「消極的地位」（自由権）といった分類が行われた。
宮沢俊義は「消極的な受益関係」での国民の地位を「自由権」、「積極的な受益関係」での国民の地位を「社会権」とし、請願権や裁判を受ける権利などは「能動的関係における権利」に分類した。
佐藤幸治は「包括的基本権」、「消極的権利」（自由権）、「積極的権利」（受益権・社会国家的基本権）、「能動的権利」（参政権・請願権）に分類する。
包括的権利（包括的基本権）
生命・自由・幸福追求権や法の下の平等は、それ自体が権利としての性質を有するとともに他の個別的諸権利の保障の基礎的条件をなす権利であり「包括的権利」などとして位置づけられる。
消極的権利（自由権）
- 精神活動の自由としては、思想・良心の自由、信教の自由、学問の自由、表現の自由、集会・結社の自由（集会の自由及び結社の自由）、居住・移転の自由、外国移住・国籍離脱の自由がある。
- 経済活動の自由としては、職業選択の自由や財産権の保障がある。
- 私的生活の不可侵としては、住居等の不可侵や通信の秘密がある。
- 人身の自由及び刑事裁判手続上の保障としては、奴隷的拘束・苦役からの自由、適正手続の保障、不法な逮捕からの自由、不法な抑留や拘禁からの自由、拷問及び残虐刑の禁止、刑事裁判手続上の保障がある。

積極的権利
- 受益権として、裁判を受ける権利、国家賠償請求権、刑事補償請求権がある。
- 社会国家的基本権として、生存権、教育を受ける権利、勤労権、労働基本権がある。

能動的権利
能動的権利として、公務員選定罷免権（参政権）と請願権がある。
人権の分類は法学者によっても異なるほか、多面的な権利と考えられているものもある。
- 従来、請願権は請願の受理を求める権利であるとの理解から国務請求権（受益権）に分類されてきたが、現代の請願は民意を直接に議会や政府に伝えるという意味が重要視されており参政権的機能をも有するものと理解されている[39]。請願権を参政権に分類する学説もあるが、請願権は国家意思の決定に参与する権利ではないから典型的参政権とは異なる補充的参政権として捉えられることがある[40]。
- 日本国憲法に定められる権利の場合、学説は一般には日本国憲法第25条（生存権）、日本国憲法第26条（教育権）、日本国憲法第27条（労働権）、日本国憲法第28条（労働基本権）に定められる権利を「社会権」として一括して分類している[41]。ただし生存権などについて「社会国家的国務請求権」として分類されることもある[42]。

我妻栄は『新憲法と基本的人権』（1948年）などで、基本的人権を「自由権的基本権」と「生存権的基本権」に大別し、人権の内容について前者は「自由」という色調を持つのに対して後者は「生存」という色調をもつものであること、また保障の方法も前者は「国家権力の消極的な規整・制限」であるのに対して後者は「国家権力の積極的な関与・配慮」にあるとして特徴づけ通説的見解の基礎となった。
しかし、社会権と自由権は截然と二分される異質な権利なのかといった問題や社会権において国家の積極的な関与が当然の前提となるのかといった問題も指摘されている。教育を受ける権利と教育の自由や労働基本権と団結の自由など自由権的側面の問題が認識されるようになり、時代の要請から強く主張される新しい人権（学習権、環境権等）も自由権と社会権の双方にまたがった特色を持っていることが背景にある。
現代では「積極的権利」や「福祉的権利」の比重が著しく増大し、国際人権規約でもまず社会権的なA規約があり、然る後に自由権的なB規約があるなど、具体的人間に即して人権の問題を考えようとする傾向がみられ、「自由権」と「社会権」あるいは「消極的権利」と「積極的権利」という区別はあまり意識されなくなっている（市民的及び政治的権利に関する国際規約（自由権規約）には法の下の平等や生存権なども保障されている）。社会権と自由権の区別そのものを放棄する学説もあるが、社会権と自由権の区別の有用性を認めた上で両者の区別は相対的であり相互関連性を有するとする学説が一般的となっている。

## 人権の権利性

### プログラム規定
1919年のドイツのヴァイマル憲法は社会国家思想を強く打ち出したものであったが、憲法起草時までドイツでは憲法典は政治上の宣言にすぎないと考えられ、憲法典では社会体制や経済的基盤から遊離した政治理想が奔放に述べられた。そのため、憲法典の実施に当たっては裁判所が直接有効な法としての効果を与えるために、「法たる規定」と「プログラム規定」に区分する以外になかった。
第二次世界大戦後の各国の憲法典では次のような3つの類型が出現することとなった。
- 法としての効果を有する規定のみを掲げているもの（ドイツ連邦共和国基本法）[46]
- 裁判所が強制しうる規定と立法に対する指導原則を指示するにとどまる規定を区分して規定するもの（スペイン憲法）[46]
- 直接に法的効果をもつ規定とそうでない規定が混在しているもの（イタリア共和国憲法）[46]

日本国憲法では憲法第25条、憲法第26条、憲法第27条などについてプログラム規定と解する説（プログラム規定説）があるが、安易にプログラム規定と性格づけることは疑問とされている。
また、例えば日本の憲法25条におけるプログラム規定説は、自由権的側面については国に対してのみならず私人間においても裁判規範としての法的効力を認めており、請求権的側面についても憲法第25条が下位にある法律の解釈上の基準となることは認めている。したがって、文字通りのプログラム規定ではないことから、このような用語を使用することは議論を混乱させ問題点を不明瞭にさせるもので適当でないという指摘がある。

### 具体的権利と抽象的権利
請求権的性格を有する基本的人権をめぐっては抽象的権利と具体的権利の区別の問題を生じる。
例えば、日本国憲法第25条の権利を、抽象的権利と解する説では、憲法第25条を具体化する法律が存在しているときにはその法律に基づく訴訟において憲法第25条違反を主張することができるとしつつ、立法または行政権の不作為の違憲性を憲法第25条を根拠に争うことまでは認められないとする。一方、具体的権利と解する説では、憲法第25条を具体化する法律が存在しない場合でも、国の不作為に対しては違憲確認訴訟を提起できるとする。
ただ、立法不作為の確認訴訟にとどまるものに「具体的」、憲法第25条違反として裁判で争う可能性まで残されているものに「抽象的」といった名称を用いることには疑問の余地があるとする指摘もある。

### 制度的保障
制度的保障とは、一般には、議会が憲法の定める制度を創設し維持することを義務づけられ、その制度の本質的内容を侵害することが禁じられているものをいう。制度的保障では直接の保障対象は制度それ自体であるから個人の基本的人権そのものではないが、制度的保障は基本的人権の保障を強化する意味を有する。
制度的保障として捉えられることがある制度には次のようなものがある。
大学の自治
大学の自治の法的性格については学問の自由を保障するための客観的な制度的保障とする制度的保障論が有力である。
私有財産制度
私有財産制度は財産権の保障との関連で制度的保障として捉えられることがある。
ただし、日本国憲法第29条第1項（財産権の保障）については、客観的法秩序としての私有財産制の制度的保障のみを認める趣旨であるとする説もあるが、多数説は私有財産制の制度的保障とともに個人が現に有する財産権をも個別的に保障していると解している。
政教分離原則
政教分離原則は信教の自由との関連で制度的保障として捉えられる。ただし、政教分離原則を制度的保障として捉えることは微妙であるとする消極的な見解もある。

## 人権の享有主体性

### 国民
国民が人権の享有主体であることは説明を必要としない。国籍の要件は憲法や法律で定められる。国民の要件は憲法で定めている場合もあれば法律に委ねている場合もある。
日本の場合、日本国憲法第10条が「日本国民たる要件は、法律でこれを定める。」と定めており、国籍の取得と喪失について国籍法（昭和25年法律第147号）が定めている。
日本では、天皇及び皇族について、ともに憲法10条の「国民」に含まれるが世襲制や天皇の象徴たる地位から一定の異なる扱いを受けるとする説（宮沢俊義）、天皇については象徴たる地位から憲法10条の「国民」には含まれないが、皇族は憲法10条の「国民」に含まれ皇位継承に関係のある限りで一定の変容を受けるとする説（伊藤正己）、皇位の世襲制を重視し天皇・皇族ともに憲法10条の「国民」には含まれないとする説（佐藤幸治）など、学説は分かれていて一様ではない。
2004年、皇太子徳仁親王が記者会見で皇太子妃雅子に関して述べたいわゆる人格否定発言に関して議論が起きた際、評論家の西尾幹二らは皇族に一般に言われる人権はないとする論陣をはった。その論旨は 天皇および皇族は「一般国民」ではなく、その日常生活にはすべて公的な意味があり、プライバシーや自由が制限されるのは当然とするものである。また、「人権」という言葉は「抑圧されている側が求める概念の革命用語」であり、天皇や皇族が「抑圧」されているのはあってはならない（ありえない）とする。これについて自然権としての人権ということが理解されていないという批判があるが、西尾は人権そのものを否定したのではなく、その適用の対象または範囲に限定して論じたと応答している。この論については竹田恒泰が「人格否定発言について、『皇太子殿下の強い抗議は、ヨーロッパの王族の自由度の広い生活を比較、視野に入れてのことであろう』というが、これも一体どのような取材をした結果だというのか」などと反論し、雑誌記事にコメントする立場にない皇族に対して妄想のいりまじった、無根拠な非難は「卑怯」とした。

### 未成年者
多くの国において、未成年者の人権は制限される。未成年者は保護者の親権に服することとされる。未成年者は、契約を締結する権利、選挙権、被選挙権、飲酒・喫煙をする権利などを制限される。ただし、養育や教育を受ける権利など、未成年だからこそ認められる権利もある。

### 外国人
人権の前国家性からは、外国人にも人権の保障は及ぶと解されている。
日本では、法理的には日本国憲法第三章の規定はその表題にあるように「国民の権利及び義務」であるとした上で憲法前文の政治道徳の尊重から外国人にも基本的人権の保障が及ぶものと解する学説と、人権の前国家性や憲法の国際協調主義及び日本国憲法第13条前段の趣旨の帰結として外国人にも基本的人権の保障が及ぶものと解する学説がある。

ただし、外国人の人権享有主体性を認める場合でも、その法的地位は国民と全く同一というわけではない。たとえば、外交、国防、幣制などを担う国政選挙の参政権は、伝統的な国民主権原理のもとでは自国民に限られると解されている。

### 法人
法人については、ドイツ連邦共和国基本法のように憲法典で法人にも人権保障が及ぶことを明文で規定している場合がある。
日本国憲法には明文の規定がないが、性質上可能な限り内国の法人にも権利の保障は及ぶとするのが確立された法理となっている（八幡製鉄事件判例最大判昭和45・6・24民集24巻6号625頁）。
男女同権、良心の自由、婚姻に関する保障などは、その性質上法人には保障が及ばない。
法人に対して人間は「自然人」と呼ばれる。

### 動物
動物に人権があるのかについては、様々な説がある。人権は人間しか享有できないということは、決して自明なことではない。

### 人工知能
人工知能の発展により、人権を認めるかが議論されている。法人格や限定的な権利は法技術的に認めることが可能とされる。

## 人権の適用領域

### 特別の法律関係
国民は一般的には国（または地方自治体）の権力的支配に服しているが、これとは別に法律上の特別の原因に基づいて特別の権力的な支配関係に入ることがある。このような特別の権力的な支配関係としては、公務員や国公立学校の学生や生徒のように本人の同意に基づく場合と、刑事収容施設の被勾留者や受刑者のような場合がある。
かつての公法理論である「特別権力関係論」では、このような関係においては法治主義の原則が排除され、特別権力主体には包括的な支配権が認められ、それに服する者に対しては法律の根拠なく権利や自由を制限でき、特別権力関係の内部行為についても司法審査が及ばないとされていた。しかし、現代では、このような人権の制約も、その特殊な法律関係の設定や存続のために内在する必要最小限度で合理的なものでなければならず、権利や自由の侵害に対しては司法審査が及ばなければならないと解されている。

#### 在監関係
外部から隔離された刑務所などの刑事施設の処遇をみれば、その国の人権意識のレベルがわかるといわれている。
日本においては、国際人権規約の下で設置された国連人権委員会において代用監獄の問題を指摘された。人権委員会は1998年の第4回日本政府報告の審査において代用監獄の廃止を勧告している。

### 憲法の私人間効力
元来、憲法による基本的人権の保障は国家と国民との関係で国家による侵害から国民の自由を保全しようとするものである。私人相互間の問題は原則として私的自治の原則に委ねられ、問題があれば立法措置で対処すべきと考えられていた。
憲法には私人間の適用を明示しているものや明示がなくても性質上私人間での妥当性が措定されているものがある。日本国憲法の場合、第15条第4項、第16条、第18条、第27条第3項、第28条などには私人間の適用があると解されている。
そのような規定でない場合の私人間効力については問題となる。
直接適用（効力）説
憲法に定める人権の効力は公私の別を問わず該当するから、私人間にも憲法の適用を直接できるという説。
直接適用説に対しては、私人間にこのような考え方を徹底すれば「基本的人権」はもはや権利というより道徳的ないし法的義務と化してしまうという批判がある。
間接適用（効力）説
憲法が直接適用されるのは一部の例外を除いて公権力と私人の関係であるが、私法上の解釈において憲法の人権保障の趣旨を汲むことにより私人間における人権保障を図ろうとする説。
無適用（効力）説
憲法が直接適用されるのは一部の例外を除いて公権力と私人の関係であり，憲法の人権規定は私人間の関係に全く効力を及ぼさないとする説。
無適用説に対しては、「基本的人権」は私人間に無関係と機械的に割り切るのは現代社会の実情を無視するものであるとの批判がある。
日本では、三菱樹脂事件で最高裁が憲法第19条及び憲法第14条について「他の自由権的基本権の保障規定と同じく、国または公共団体の統治行動に対して個人の基本的な自由と平等を保障する目的に出たもので、もっぱら国または公共団体と個人との関係を規律するものであり、私人相互の関係を直接規律することを予定するものではない」としつつ「場合によっては、私的自治に対する一般的制限規定である民法一条、九〇条や不法行為に関する諸規定等の適切な運用によって、一面で私的自治の原則を尊重しながら、他面で社会的許容性の限度を超える侵害に対し基本的な自由や平等の利益を保護し、その間の適切な調整を図る方途も存する」と判示した（最大判昭和48・12・12民集27巻11号1536頁）。この判例は間接適用説とみられている。しかし実質的に無適用説的発想であるという見解もある。

## 人権への制限・制約原理
人権は原則として尊重されるべきで「不可侵」とされているものだが、制限の無い人権同士では矛盾・衝突するために「他人の権利を不当に侵害しない限り」「本人保護のため」には常に制限されている。そのため、人権は絶対無制限でなく、日本国憲法においても人権同士の衝突調整基準の「公共の福祉に反しない限り」で制限している。例えば、表現の自由や人権は尊重されるが交通渋滞を起こすような路上での行使は、他者の「移動する自由」を侵害しているために許されない。また集合住宅において、大声で歌ったり足を踏み鳴らしたりする権利は制限される。また、授業中に、教師の許可なく教室の外に出る権利は制限される。あるいは、犯罪を犯した時は、身体の自由へ制限される（逮捕される）場合がある。このように人権は、少なくとも人権の相互調整という観点から一定の規制は免れ難い。
近代立憲主義では法律によって人権の限界が認定されるが、法律による人権侵害の可能性をどう考えるかが問題となる。
かつては議会に最終判断権が委ねられ、憲法は「法律の範囲内において」権利を保障するという形式が一般的にとられていた。しかし、この方法では議会のあり方によっては人権保障は実のないものとなる。
ドイツ公法学から発祥した特別権力関係論では法律の根拠がなくとも人権を制限できたが、法治主義と相容れないことから現代では特別権力関係論自体が否定されている。現代の日本では代わりに部分社会論が広く用いられており、法律に反しない限りにおいて校則や就業規則といった形での人権制限が行われている。しかし、憲法には罰則が無いことから、過度な人権制限が行われることがあり、校則問題が起きてしまっている。
アメリカ合衆国憲法のほか、第二次世界大戦後に制定された日本国憲法やドイツ連邦共和国基本法では、立法部といえども侵害できない部分をも含む形での保障を採用している。この場合でも私的権利の行使や私的活動が絶対的で無制約というわけではなく、立法による制約の対象となりうるが、ただそれが一定の限度を超える場合には違憲という判断を受けることとなる。

## 国家別人権規定

### 日本

#### 大日本帝国憲法（明治憲法）
大日本帝国憲法（明治憲法）は日本で最初の立憲主義憲法である。1850年のプロイセン憲法をモデルとしているが、その権利は恩恵的性格が強いもので、その保障も法律の範囲内で認められるものにすぎなかった。したがって、これらの権利は立法権によりほとんど自由に制限し得るものであった（一元的外在制約型）。
- 大日本帝国憲法第19条（公務就任権）
- 大日本帝国憲法第22条（居住移転の自由）
- 大日本帝国憲法第23条（人身の自由）
- 大日本帝国憲法第24条（裁判を受ける権利）
- 大日本帝国憲法第25条（住居の不可侵）
- 大日本帝国憲法第26条（信書の秘密）
- 大日本帝国憲法第27条（所有権の不可侵）
- 大日本帝国憲法第28条（信教の自由）
- 大日本帝国憲法第29条（言論、著作、集会、結社等の自由）
- 大日本帝国憲法第30条（請願権）

#### 日本国憲法
日本国憲法第11条は「国民は、すべての基本的人権の享有を妨げられない。この憲法が国民に保障する基本的人権は、侵すことのできない永久の権利として、現在及び将来の国民に与へられる。」とし、また日本国憲法第97条は「この憲法が日本国民に保障する基本的人権は、人類の多年にわたる自由獲得の努力の成果であつて、これらの権利は、過去幾多の試錬に堪へ、現在及び将来の国民に対し、侵すことのできない永久の権利として信託されたものである。」と定めており、これらの規定は自然権の考え方に立脚したものと考えられている。
- 日本国憲法第13条（生命、自由及び幸福追求権）
- 日本国憲法第14条（法の下の平等）
- 日本国憲法第15条（公務員選定罷免権）
- 日本国憲法第16条（請願権）
- 日本国憲法第17条（国家賠償請求権）
- 日本国憲法第18条（奴隷的拘束・苦役からの自由）
- 日本国憲法第19条（思想・良心の自由）
- 日本国憲法第20条（信教の自由）
- 日本国憲法第21条（表現の自由）
- 日本国憲法第22条（居住移転の自由・職業選択の自由・国籍離脱の自由）
- 日本国憲法第23条（学問の自由）
- 日本国憲法第24条（家庭生活における個人の尊厳と両性の本質的平等）
- 日本国憲法第25条（生存権）
- 日本国憲法第26条（教育を受ける権利）
- 日本国憲法第27条（勤労権）
- 日本国憲法第28条（団結権・団体交渉権・団体行動権）
- 日本国憲法第29条（財産権）
- 日本国憲法第31条（適正手続の保障）
- 日本国憲法第32条（裁判を受ける権利）
- 日本国憲法第33条（令状主義）
- 日本国憲法第34条（不当な抑留・拘禁からの自由）
- 日本国憲法第35条（住居の不可侵）
- 日本国憲法第36条（拷問・残虐刑の禁止）
- 日本国憲法第37条（刑事被告人の諸権利）
- 日本国憲法第38条（自己負罪拒否特権等）
- 日本国憲法第39条（事後法・遡及処罰の禁止・一事不再理）
- 日本国憲法第40条（刑事補償請求権）

### アメリカ合衆国
当初、アメリカ合衆国憲法は権利章典の規定を欠いていた。それは合衆国政府は列挙された権限のみを有する「制限された政府」であり、権利章典を付する必要がないだけでなく、それを付することは「制限された政府」の理念に反すると考えられたためであった。人権保障は各州の憲法や権利章典によって確保すればよいという基本的な考え方がとられていた。しかし、急進派から連邦憲法にも権利章典を追加すべきとの主張が出され、各州の批准手続を経て1791年に修正10カ条が付け加えられることとなった。

### フランス
アメリカで結実した自然法思想はフランスの人間と市民の権利の宣言（フランス人権宣言、1789年）を生み出す原動力となった。人権思想は一層の高まりをみせ1793年憲法に至った。しかし、1795年憲法では権利規定が減少するとともに義務規定が増加して人権思想は顕著に後退し始めることとなる。1799年憲法では人権宣言そのものが憲法に置かれなかった。1814年欽定憲法では国民の権利は法の下の平等や人身の自由などに限られ、質的にも天賦のものから国王によって与えられた恩恵的な権利へと変化した。1830年憲法でも天賦人権思想が復活することはなかった。
フランスでこのような思想が復活するのは第二次世界大戦後の第四共和国憲法（1946年）であり、前文で1789年の人権宣言にある権利や自由の保障を再確認している。第五共和国憲法（1958年）も前文で1789年の人権宣言によって保障された諸権利の尊重を宣言している。

### ドイツ
フランスの二月革命はドイツにも波及し、フランクフルト憲法は多くの権利や自由を「ドイツ人の基本権」として保障した画期的な憲法であったが、18世紀にみられたような前国家的人権という性質はみられない（フランクフルト憲法は未発効に終わった）。1850年のプロイセン憲法も多数の権利規定を盛り込んでいたが、それらの権利や自由は天賦のものではなく法律の範囲内で認められるものにすぎず、それはヴァイマル憲法でも変わることはなかった。ドイツで法律によっても制限することのできない保障として天賦人権思想が登場するのは1949年のドイツ連邦共和国基本法（ボン基本法）においてである。

## ゲームやITにおける比喩・俗語
日本のゲーマー用語やIT用語として、別の意味を持つ比喩や俗語として用いられる。

### ゲーマー用語
ゲーマー用語としては、持っている人と持っていない人で圧倒的に差が開いてしまう、そのゲームを快適にプレイする上でほぼ必須となる武器・能力・装備・アイテム・キャラクター（キャラ）・スキルを意味する。それらを未所持だとゲームに勝ちにくくなり、周回効率が悪くなるからと協力プレイを拒否されたりチームからキックされたり、対戦型アクションゲームでは一方的に不利な状況となるなど、他プレイヤーに相手にされないと感じるような状態を生む。
または有人協力ゲームにおいて、チームへの貢献（度）が高い者に人権が与えられると表現されることもある。Pacific Metaマガジンの『ゲーム用語集』では、人権の本来の意味である「人間が生まれながらに持っている人間らしく生きるための権利」から転じて、オンラインゲーム用語として「所持することが前提となるような重要な武器やキャラクター」「その装備やキャラを所持して初めて、そのゲームのプレイヤーとして権利が得られる」「（そのゲームの）プレイヤーなら誰でも持つべき」と言うような意味と記している。

### IT用語
IT用語としては、パソコン等電子機器の必要最低限スペックを意味する。「人権スペック」とも呼ばれる。
特にビジネスで使うパソコンのメインメモリの大小は、「○○GB 以上は人権」「メモリ○○GB以下は人権がない」「エンジニアの人権が認められるパソコンのスペック」のような言い方がされるほど重要なパーツとなっている。